# Жаниспай (Карасуський район)
Жаниспа́й (каз. Жаныспай) — село у складі Карасуського району Костанайської області Казахстану. Входить до складу Челгашинського сільського округу.
Населення — 250 осіб (2021; 396 у 2009, 409 у 1999, 452 у 1989).